# Villa Paletti
Villa Paletti – gra planszowa zaprojektowana przez Billa Payne, wydana w 2001 roku. Gra zdobyła nagrodę Spiel des Jahres 2002.
Gracze dodają nowe kolumny, aby uczynić Villę Paletti jak najwyższą. Gdy nie da się dołożyć kolumny, można zbudować nowe piętro. Z czasem budowla staje się coraz bardziej niestabilna. Przegrywa gracz, który spowoduje zawalenie się Villi Paletti.